# 西貢公眾碼頭

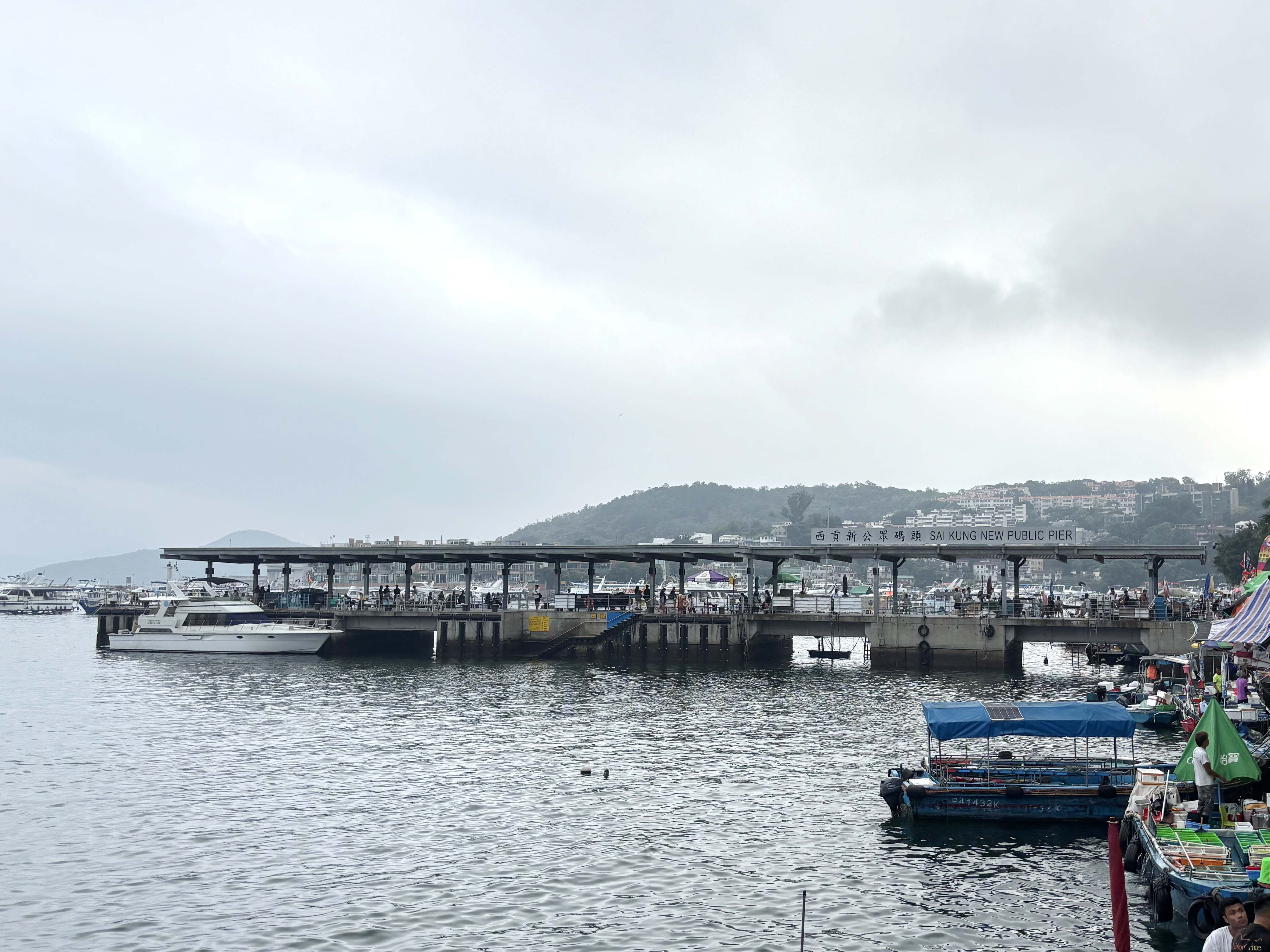
西貢新公眾碼頭

西貢公眾碼頭（英語：Sai Kung Public Pier）位於香港新界西貢市中心海邊的碼頭，面向西貢海，旁邊是海鮮街、巴士總站及海濱公園。
由於西貢半島是香港的「後花園」，而西貢市中心是遊人來往香港市區及西貢半島的重要中轉站，該處設有多個公眾碼頭及梯台，以方便街渡及遊艇停靠；當中較大型的是伸出海中的「西貢公眾碼頭」及「西貢新公眾碼頭」。
由於西貢公眾碼頭建於1980年代初，在繁忙季節時，泊位不敷應用，因此政府計劃興建西貢新公眾碼頭，涉及13,100平方米前濱及海床。西貢新公眾碼頭屬於「鄉郊小工程」項目，並於2007年8月開工，2009年3月13日啟用。
政府於2013年6月刊憲在西貢公眾碼頭興建兩個新泊位，以紓緩擠迫問題，涉及0.88公頃的前濱及海床，工程預定於2013年12月展開，並於2015年6月完成。